# Jacek Zieliński (polityk)
Jacek Zieliński (ur. 28 czerwca 1934 w Gnieźnie) – polski samorządowiec, inżynier mechanik i menedżer, w latach 1988–1998 prezydent Głogowa.

## Życiorys
Absolwent Liceum Ogólnokształcącego im. Bolesława Chrobrego w Gnieźnie. W 1958 ukończył studia z inżynierii mechanicznej na Politechnice Wrocławskiej, zdobył także stopień oficera rezerwy. Pracował na stanowiskach kierowniczych, kierował fabrykami z branży przemysłu ciężkiego w województwie zielonogórskim (m.in. w Sulechowie, Kargowej i Małomicach). W latach 1973–1982 i 1986–1988 zatrudniony w Fabryce Maszyn Budowlanych „Famaba” w Głogowie, gdzie kierował działem eksportu, a następnie był dyrektorem naczelnym. W międzyczasie od 1982 do 1986 pozostawał kierownikiem Centralnej Stacji Serwisowej przy Delegaturze Przedsiębiorstwa Handlu Zagranicznego „Bumar” w Bukareszcie.
W grudniu 1988 wybrany prezydentem Głogowa po rezygnacji poprzednika (jako bezpartyjny), od 1990 jego zastępcy byli związani z NSZZ „Solidarność” (do którego on nie należał). W 1990 wybrano go do rady miejskiej z ramienia Komitetu Obywatelskiego „Solidarność”, w 1990 i 1994 uzyskiwał reelekcję na stanowisko włodarza. Był zwolennikiem przyłączenia Głogowa do województwa lubuskiego.
W latach 2001–2003 pozostawał prezesem Towarzystwa Ziemi Głogowskiej. W 2007 przeszedł na emeryturę. W 2011 został prezesem Stowarzyszenia Przyjaciół Muzeum i Historii Miasta Głogowa.

## Odznaczenia
Odznaczony m.in. Złotym Krzyżem Zasługi (dwukrotnie, w tym 1995), Krzyżem Kawalerskim Orderu Odrodzenia Polski (2004), Złotym Medalem „Za zasługi dla Obronności Kraju” (1995), Odznakę Honorową Złotą „Zasłużony dla Województwa Dolnośląskiego” (2014), Medalem „Pro Patria”, a także tytułem „Zasłużony dla Miasta Głogowa”. Działał w organizacjach kombatanckich, wyróżniono go odznaką „Za Zasługi dla Związku Kombatantów RP i Byłych Więźniów Politycznych”.